# Pseudoeurycea unguidentis
Espèce
Synonymes
- Bolitoglossa unguidentis Taylor, 1941

Statut de conservation UICN

 CR B1ab(iii,v) : 
En danger critique
Pseudoeurycea unguidentis est une espèce d'urodèles de la famille des Plethodontidae.

## Répartition
Cette espèce est endémique de l'État de Oaxaca au Mexique. Elle se rencontre de 2 400 à 3 000 m d'altitude sur les 
Cerro San Felipe, Cerro San Luis, Llano de las Flores et Cerro Machini.

## Publication originale
- Taylor, 1941 : New plethodont salamanders from Mexico. Herpetologica, vol. 2, p. 57-65.